# BeOS

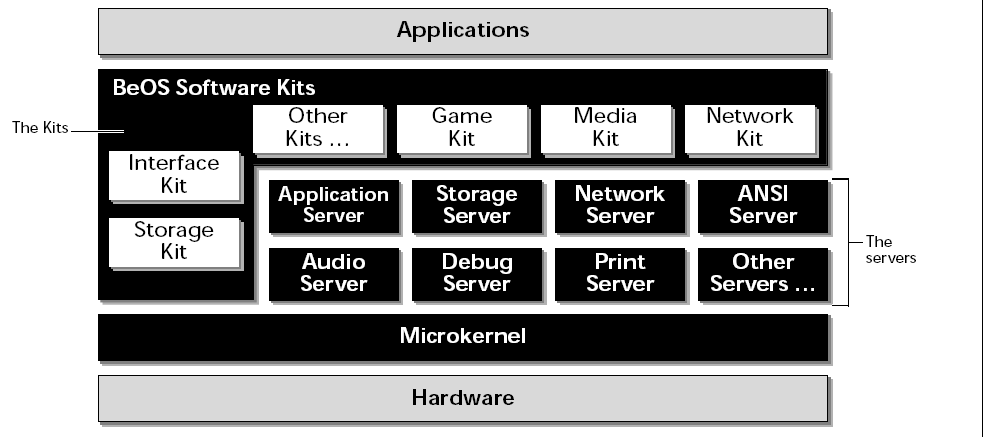
De BeOS-architectuur

BeOS, ook gekend als Media OS is een besturingssysteem van het bedrijf Be Incorporated voor de desktopcomputer. Nadat Be Incorporated de ontwikkeling stopte, nam Palm hun belangrijkste onderdelen voor elf miljoen dollar over. In versies 5 en 6 van het besturingssysteem PalmOS worden dan ook onderdelen van BeOS gebruikt.

## Geschiedenis
Jean-Louis Gassée en Steve Sakoman, beide ex-Apple-werknemers, richtten in 1991 het bedrijf Be Incorporated op. Kort daarna kwam ook Benoit Schillings bij het bedrijf, en begon Be met de ontwikkeling van een totaal nieuw besturingssysteem: BeOS.
In tegenstelling tot wat velen denken is de BeOS-kernel niet gebaseerd op UNIX. Oorspronkelijk draaide BeOS alleen op een machine (BeBox) met zeven Hobbit-processoren van AT&T (1993). Kort daarna echter is AT&T gestopt met de productie van dit type processor, dus nam Be de beslissing om het besturingssysteem te vertalen naar Apple Apple Macintosh-computers (1997). De doorbraak van BeOS kwam er echter nog niet, mede door het kleine aantal Macintosh PowerPC-gebruikers.
In maart 1998 kwam BeOS 3 voor het Intel x86-platform uit. De hardware-ondersteuning van deze versie was vrij beperkt en ook het software-aanbod viel tegen, waardoor BeOS 3 matig werd onthaald bij de introductie. De grote ommekeer kwam 6 maanden later met de introductie van BeOS 4, waarin een groot aantal problemen werd opgelost.
In juni 1999 volgde de verbeterde versie 4.5. Op dat moment was er al veel software-ondersteuning voor het systeem en er waren ook al drivers beschikbaar voor een zeer groot aantal randapparaten. BeOS versie 5 werd uitgebracht in maart 2000, en voor het eerst was er ook een speciale 'personal edition' die gratis van het internet opgehaald kon worden. BeOS 5 biedt ten opzichte van de vorige versies een nog betere hardware-compatibiliteit en kan gewoon in een bestaande Windows-partitie geïnstalleerd worden.
Ondanks de verbeteringen ging het bergafwaarts met Be Inc. Uiteindelijk kocht Palm in 2001 de belangrijkste onderdelen van het bedrijf - waaronder BeOS - voor 11 miljoen dollar. In versies 5 en 6 van het besturingssysteem PalmOS worden onderdelen van BeOS gebruikt.

## Nieuwe versies
Tegenwoordig zijn er twee nieuwe versies van BeOS, te weten Haiku en Zeta.

### Zeta
Het Duitse bedrijf yellowTAB ZETA heeft van Be de broncode van BeOS ontvangen en op basis daarvan een opvolger, genaamd ZETA-OS, ontwikkeld. De eerste versie van Zeta is op 3 november 2003 uitgebracht.
Zeta is de commerciële variant van BeOS, aanvankelijk beheerd door YellowTab en later door Magnussoft. Magnussoft heeft naar eigen zeggen een licentie om de overgebleven code van BeOS te gebruiken en voegt daar haar eigen programma's aan toe. Eind maart 2007 maakte Magnussoft bekend de ontwikkeling en distributie van Zeta te staken wegens tegenvallende resultaten. Begin april 2007 claimt Access, laatste eigenaar van PalmSource en daarmee Be, dat YellowTab en Magnussoft nooit een licentie hebben gehad en Zeta van YellowTab en Magnussoft in feite illegale versies van BeOS betreffen. Hiermee is de commerciële ontwikkeling van BeOS vrijwel zeker ten einde.

### Haiku

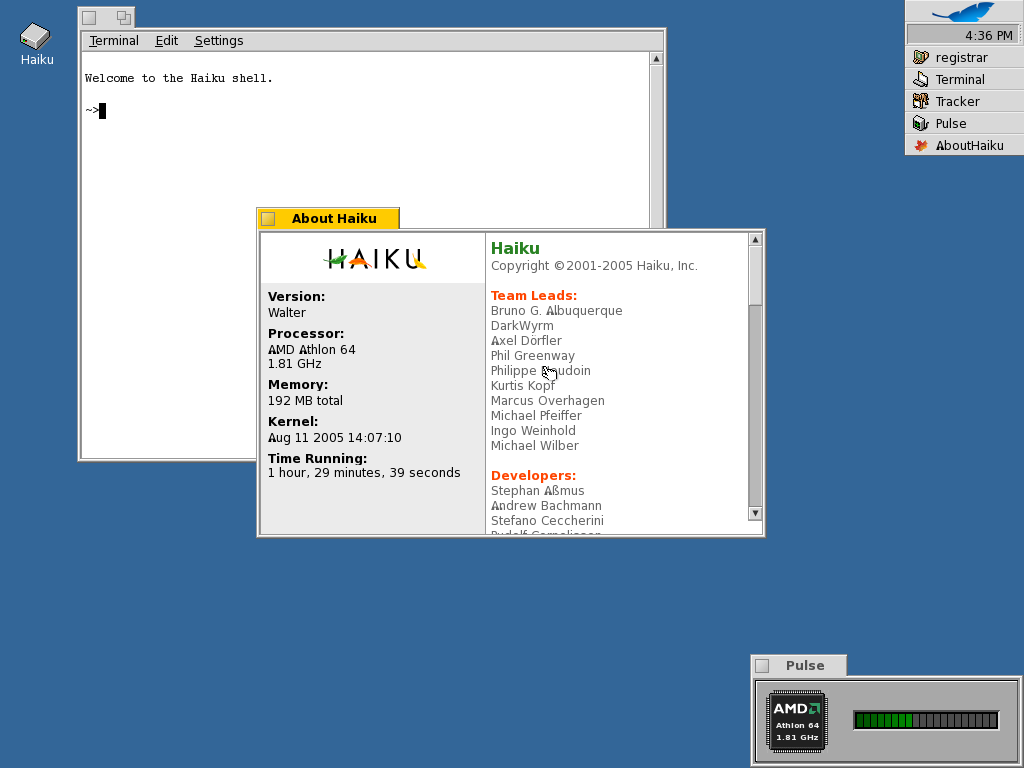
Screenshot van Haiku

Haiku is een opensourceproject dat als doel heeft de laatste uitgebrachte versie van BeOS (R5) opnieuw te ontwikkelen. In 2011 werd een derde alfaversie uitgebracht.